# Zgrupowanie Zachód Okręgu Nowogródek Armii Krajowej
Zgrupowanie Zachód Okręgu Nowogródek AK – oddziały bojowe Nowogródzkiego Okręgu Armii Krajowej (7 batalion 77 Pułku Piechoty AK).
Dowódcą Zgrupowania  był por. Jan Piwnik (ps. „Ponury”) do 16 czerwca 1944, a następnie kpt. Bojomir Tworzyański (ps. „Ostoja”).
Jego żołnierze brali udział w działaniach zbrojnych operacji Ostra Brama.